# NGC 7712
NGC 7712 é uma galáxia elíptica (E?) localizada na direcção da constelação de Pegasus. Possui uma declinação de +23° 37' 06" e uma ascensão recta de 23 horas, 35 minutos e 51,5 segundos.
A galáxia NGC 7712 foi descoberta em 1877 por Ernst Wilhelm Leberecht Tempel.